# Sam Waterston
Pour les articles homonymes, voir Waterston.
Samuel Atkinson Waterston, dit Sam Waterston, né le 15 novembre 1940 à Cambridge, dans le Massachusetts, (États-Unis), est un acteur et producteur américain.
Interprète en 1974 de Nick Carraway dans Gatsby le Magnifique de Jack Clayton et collaborateur régulier des films de Woody Allen entre 1978 et 1989, il obtient une nomination aux Oscars dans la catégorie meilleur acteur pour son interprétation du journaliste Sydney Schanberg dans La Déchirure de Roland Joffé sorti en 1984. Par la suite, il reçoit de nombreuses louanges pour ses multiples incarnations du président des États-Unis Abraham Lincoln dans la mini-série Lincoln (en) (1988), le documentaire The Civil War (1990) et la pièce de théâtre Abe Lincoln in Illinois (en). 
S'il est nommé et récompensé  pour son rôle dans la série Les Ailes du destin entre 1991 et 1993, il devient un visage familier de la télévision grâce au rôle du procureur Jack McCoy (en) qu'il interprète dans un premier temps entre 1994 et 2010 dans la série New York, police judiciaire — ainsi que de manière sporadique dans les séries du même univers entre 1997 et 2018 — puis de 2022 à 2024. Après l'arrêt temporaire de la série, il enchaine les rôles à la télévision, étant Charlie Skinner dans The Newsroom (2012-2014), Sol Bergstein dans Grace et Frankie (2015-2022), le marshal John Cook dans Godless (2017) et George Shultz dans The Dropout (2022). Il apparait également dans les films Miss Sloane (2016) et Une femme d'exception (2018).

## Biographie

### Enfance
Samuel Waterston est le troisième enfant dans sa famille, sa mère, Alice Tucker (née Atkinson), d'origine anglaise, est peintre de paysage. Son père, George Chychele Waterston, originaire de Leith en Écosse, est sémanticien et professeur de langue,. Samuel Waterston suit des cours à Brooks School (en) à North Andover dans le Massachusetts, où son père enseignait, et à Groton School à Groton dans le Massachusetts. Il intègre l'université Yale à New Haven dans le Connecticut avec une bourse en 1958 et obtient une licence en arts en 1962. Il suit également des cours à la Sorbonne à Paris.

### Carrière
Samuel Waterston fait ses débuts au cinéma en 1965 avec The Plastic Dome of Norma Jean et se fait connaître en 1967 avec Fitzwilly (en)
Sa carrière est lancée grâce à Gatsby le Magnifique (1974) en étant nommé dans deux catégories aux Golden Globes. Depuis il a tourné avec les plus grands : Woody Allen (Intérieurs, Hannah et ses sœurs, September, Crimes et délits), Peter Hyams (Capricorn One), Michael Cimino (La Porte du paradis).
Son autre rôle marquant fut celui du journaliste Sydney Schanberg dans La Déchirure (1984) qui lui vaut une nomination aux Oscars dans la catégorie meilleur acteur ainsi qu'aux Golden Globes dans la même catégorie.
En 1993, il remporte le Golden Globe du meilleur acteur pour Les Ailes du destin.
En 1994, il obtient le rôle du procureur Jack McCoy dans la série New York, police judiciaire. Ce rôle lui vaut plusieurs nominations notamment aux Emmy Awards. Il continue de jouer dans la série jusqu'au 24 mai 2010, date de l'arrêt définitif de la série au terme de sa 20e saison. Il fut le deuxième acteur à être resté le plus longtemps dans la série, durant seize saisons.
Il prête sa voix au psychiatre, le Dr Kaplan, dans la série d'animation Les Griffin. Il assure également la voix-off du documentaire de NBC, The Great Race, consacré au relais 4 x 10 kilomètres en ski de fond des Jeux Olympiques d'hiver de 1994. 
Il fait également une apparition dans Saturday Night Live en jouant son propre rôle.
Entre 2012 et 2014, il tient le rôle de Charlie Skinner, directeur de la branche information d'ACN dans la série américaine The Newsroom créée par Aaron Sorkin, diffusée sur HBO.
Entre 2015 et 2022, il joue l'amant de Martin Sheen dans la série Grace et Frankie porté par Jane Fonda et Lily Tomlin.
Le 29 septembre 2021, on apprend que New York, police judiciaire est renouvelée pour une vingt et unième saison, douze ans après son annulation. Sam Waterston sera de la partie où il reprendra son rôle du procureur Jack McCoy. Le 7 juin 2022, on apprend qu'il sera de retour pour la vingt-deuxième saison de New York, police judiciaire.
Le 2 février 2024, on apprend qu'il quitte New York, police judiciaire après près de trente années passées dans la série, son dernier épisode est diffusé le 22 février 2024. Il est remplacé par Tony Goldwyn.

## Vie privée
Il a été marié, une première fois, de 1964 à 1975, à Barbara Rutledge Johns, avec qui il a eu un fils acteur, James Waterston. Puis il s'est marié une deuxième fois, le 26 janvier 1976, à Lynn Waterston, un mannequin, avec qui il a eu trois enfants, dont deux filles qui sont actrices, Elisabeth Waterston et Katherine Waterston, et un fils réalisateur Graham Waterston.

## Filmographie

### Comme acteur

#### Au cinéma
- 1965 : The Plastic Dome of Norma Jean : Andy
- 1967 : Fitzwilly : Oliver
- 1969 : Generation (en) : Desmond
- 1969 : Trois (Three) : Taylor
- 1970 : Cover Me Babe (en) de Noel Black : Cameraman
- 1971 : Who Killed Mary What's 'Er Name? : Alex
- 1972 : Mahoney's Estate : Felix
- 1972 : Sauvages (Savages) de James Ivory : James, l'homme boiteux
- 1974 : Gatsby le Magnifique (The Great Gatsby) de Jack Clayton : Nick Carraway
- 1975 : Rancho Deluxe de Frank Perry : Cecil Colson
- 1975 : Le Voyage de la peur (en) (Journey Into Fear) de Daniel Mann : Mr. Graham
- 1976 : Vol à la tire (Sweet Revenge) de Jerry Schatzberg : Le Clerq
- 1978 : Capricorn One de Peter Hyams : Lt. Col. Peter Willis
- 1978 : Intérieurs (Interiors) de Woody Allen : Mike
- 1979 : L'Etalon de guerre (Eagle's Wing) d'Anthony Harvey : White Bull
- 1980 : Sweet William : William
- 1980 : Jeux d'espions (Hopscotch) de Ronald Neame : Joe Cutter
- 1980 : La Porte du paradis (Heaven's Gate) de Michael Cimino : Frank Canton
- 1984 : La Déchirure (The Killing Fields) de Roland Joffé : Sydney Schanberg
- 1985 : Contact mortel (Warning Sign) de Hal Barwood : Cal Morse
- 1986 : Hannah et ses sœurs (Hannah and Her Sisters) de Woody Allen : David
- 1986 : Ça restera entre nous (Just Between Friends) : Harry Crandall
- 1986 : Flagrant Désir de Claude Faraldo : Gerry Morrison
- 1987 : Des Teufels Paradies (de) : Mr. Jones
- 1987 : September de Woody Allen : Peter
- 1989 : Welcome Home de Franklin J. Schaffner : Woody
- 1989 : Crimes et délits (Crimes and Misdemeanors) de Woody Allen : Ben, le rabbin qui devient aveugle
- 1990 : A Captive in the Land : Royce
- 1990 : Mindwalk : Jack Edwards
- 1991 : Un été en Louisiane (The Man in the Moon) de Robert Mulligan : Matthew Trant
- 1992 : Amazing Stories: Book Four (vidéo) : Jordan Manmouth (segment Mirror, Mirror)
- 1993 : A Dog Race in Alaska de Bart Freundlich
- 1994 : Serial Mother (Serial Mom) de John Waters : Eugene Sutphin, D.D.S.
- 1995 : The Journey of August King : Mooney Wright
- 1996 : La Propriétaire (The Proprietor) d'Ismail Merchant : Harry Bancroft
- 1997 : Haute Trahison (Shadow Conspiracy) : le président
- 2003 : Le Divorce de James Ivory : Chester Walker
- 2015 : Anesthesia de Tim Blake Nelson : Walter Zarrow
- 2016 : Miss Sloane de John Madden : George Dupont
- 2018 : Une femme d'exception (On the Basis of Sex) de Mimi Leder : Erwin Griswold
- 2024 : Messagères de guerre (The Six Triple Eight) de Tyler Perry : Franklin Roosevelt

#### À la télévision
- 1973 : La Ménagerie de verre (The Glass Menagerie) : Tom Wingfield
- 1974 : Reflections of Murder : Michael Elliott
- 1979 : Mort au combat (Friendly Fire) : C.D. Bryan
- 1980 : Oppenheimer (feuilleton) : J. Robert Oppenheimer
- 1982 : Freedom to Speak (feuilleton) : Theodore Roosevelt
- 1982 : CQFD, Alambic et Torpédo (série) : Prof. Quentin E. Deverill
- 1982 : Games Mother Never Taught You : David Bentells
- 1983 : In Defense of Kids : Paul
- 1983 : Dempsey : Doc Kearns
- 1984 : The Boy Who Loved Trolls : Ofoeti
- 1985 : Finnegan Begin Again : Paul Broadbent
- 1985 : Plus fort la vie (Love Lives On) : Bernie
- 1986 : Le Cinquième missile (The Fifth Missile) : Capitaine Allard Renslow
- 1987 : The Room Upstairs (en) : Travis Coles
- 1988 : A Walk in the Woods (en) : John Honeyman
- 1988 : Terrorist on Trial: The United States vs. Salim Ajami : Jim Delmore
- 1988 : Lincoln : Abraham Lincoln
- 1990 : The Nighmare Years - Les Années infernales d'Anthony Page, (feuilleton) : Bill Shirer
- 1990 : Lantern Hill : Andrew Stuart
- 1991 : Les Ailes du destin ("I'll Fly Away") (série) : D.A. Forrest Bedford (1991-1993)
- 1992 : Warburg, le banquier des princes ("Warburg: A Man of Influence") (feuilleton) : Siegmund Warburg
- 1993 : I'll Fly Away: Then and Now : Forrest Bedford
- 1994 : L'ennemi est parmi nous (The Enemy Within) : Président William Foster
- 1994 : Assault at West Point: The Court-Martial of Johnson Whittaker : Daniel Chamberlain
- 1994 : David (David's Mother) : John Nils
- 1994 - 2024 : New York, police judiciaire (Law & Order) : Premier substitut, puis procureur Jack McCoy (405 épisodes)
- 1997 - 1999 : Homicide : Jack McCoy (2 épisodes)
- 1998 : Miracle à minuit : Dr Karl Koster
- 1998 : Le Retour de l'inspecteur Logan (Exiled: A Law & Order Movie ou Exiled) : Executive D.A. John 'Jack' McCoy
- 2000 : A House Divided : David Dickson
- 2000 - 2018 : New York, unité spéciale : Jack McCoy (4 épisodes)
- 2002 : The Matthew Shepard Story : Dennis Shepard
- 2005 : New York, cour de justice : Jack McCoy (2 épisodes)
- 2007 : Masters of Science Fiction
- 2012 - 2014 : The Newsroom : Charlie Skinner
- 2013 : Jo : David Zivkin
- 2015 - 2022 : Grace et Frankie : Sol Bergstein
- 2022 : The Dropout : George Shultz

### Comme producteur
- 1995 : The Journey of August King
- 2000 : A House Divided (TV)

## Distinctions

### Récompenses
- Primetime Emmy Awards 1996 : Meilleure série internationale pour Lost Civilizations (1995) partagé avec Joel Westbrook (Producteur exécutif), Jason Williams (Producteur), Robert H. Gardner (Producteur/Réalisateur/Scénariste), William Morgan (Producteur coordinateur) et Ed Fields (Scénariste).

### Nominations
- Primetime Emmy Awards 1974 : Meilleur acteur dans un second rôle dans une série télévisée dramatique pour La Ménagerie de verre (The Glass Menagerie) (1973).
- 57e cérémonie des Oscars 1985 : Meilleur acteur dans un drame biographique pour La Déchirure (The Killing Fields) (1984).
- Primetime Emmy Awards 1992 : Meilleur acteur dans une série télévisée dramatique pour I'll Fly Away: Then and Now (1991).
- Primetime Emmy Awards 1993 : Meilleur acteur dans une série télévisée dramatique pour I'll Fly Away: Then and Now (1991).
- Primetime Emmy Awards 1994 : Meilleur acteur dans une mini-série ou un téléfilm pour I'll Fly Away: Then and Now (1991).
- Primetime Emmy Awards 1997 : Meilleur acteur dans une série télévisée dramatique pour New York, police judiciaire (Law & Order) (1994-2010).
- Primetime Emmy Awards 1999 : Meilleur acteur dans une série télévisée dramatique pour New York, police judiciaire (Law & Order) (1994-2010).
- Primetime Emmy Awards 2000 : Meilleur acteur dans une série télévisée dramatique pour New York, police judiciaire (Law & Order) (1994-2010).

## Voix francophones
En version française, plusieurs comédiens se succèdent pour doubler Sam Waterston à ses débuts. Si Jean-Pierre Dorat le double à trois reprises entre 1980 et 1994 dans Jeux d'espions, Hannah et ses sœurs et Serial Mother, il est doublé à titre exceptionnel par Bernard Murat dans Intérieurs, Pierre Vernier dans La Porte du paradis, Michel Papineschi dans La Déchirure et Miracle à minuit, José Luccioni dans Finnegan remet ça, Pascal Germain dans Histoires fantastiques, Bernard Tiphaine dans September, Edgar Givry dans Crimes et Délits, Richard Darbois dans Un été en Louisiane et  Jean-Claude Montalban dans Les Contes de la crypte. À noter que c'est Alain Libolt qui le double dans le premier doublage de Gatsby le Magnifique et qu'il est remplacé par Éric Legrand pour le second.
Depuis 1994, Michel Paulin est sa voix régulière à partir de son apparition dans New York, police judiciaire. Il le retrouve dans les séries dérivées de cette dernière, ainsi que dans Homicide, Le Divorce, The Newsroom, Jo et Grace et Frankie. Il est remplacé à trois reprises par Benoît Allemane dans Miss Sloane, Une femme d'exception et la mini-série The Dropout, ainsi que par Frédéric Cerdal dans Godless.